# Liste der Premierminister von Antigua und Barbuda
Liste der Premierminister von Antigua und Barbuda (englisch Prime Minister of Antigua and Barbuda; bis 1967 Chief Minister of Antigua, bis 1981 Premier of Antigua)

## Vor der Unabhängigkeit

### Chief Minister of Antigua
| Name               | Amtsantritt    | Ende der Amtszeit | Partei | Partei |
| ------------------ | -------------- | ----------------- | ------ | ------ |
| Vere Cornwall Bird | 1. Januar 1960 | 27. Februar 1967  |        | ALP    |

### Premier of Antigua
| Name                  | Amtsantritt      | Ende der Amtszeit | Partei | Partei |
| --------------------- | ---------------- | ----------------- | ------ | ------ |
| Vere Cornwall Bird    | 27. Februar 1967 | 14. Februar 1971  |        | ALP    |
| George Herbert Walter | 14. Februar 1971 | 1. Februar 1976   |        | PLM    |
| Vere Cornwall Bird    | 1. Februar 1976  | 1. November 1981  |        | ALP    |

## Nach der Unabhängigkeit

### Prime Minister of Antigua and Barbuda
| Name                    | Amtsantritt      | Ende der Amtszeit | Partei | Partei |
| ----------------------- | ---------------- | ----------------- | ------ | ------ |
| Vere Cornwall Bird      | 1. November 1981 | 9. März 1994      |        | ALP    |
| Lester Bird             | 9. März 1994     | 24. März 2004     |        | ALP    |
| Winston Baldwin Spencer | 24. März 2004    | 13. Juni 2014     |        | UPP    |
| Gaston Browne           | 13. Juni 2014    | amtierend         |        | ABLP   |